# Marathon de Tokyo
Le Marathon de Tokyo (東京マラソン, Tōkyō Marason) est une manifestation sportive annuelle de marathon, organisée par la ville de Tōkyō, au Japon. Elle a lieu habituellement en fin février. Depuis 2013, il fait partie du World Marathon Majors, compétition regroupant les marathons majeurs.

## Parcours
Mairie de Tōkyō → Palais impérial de Tōkyō → Parc Hibiya (10 km de l'arrivée) → Shinagawa → Ginza → Nihonbashi → Asakusa → Tsukiji → Tokyo Big Sight (fin du marathon).

## Histoire
Le premier marathon de Tokyo s'est déroulé le 18 mars 2007. Cependant, avant 2007, le marathon de Tokyo était composé de deux marathons : le marathon international de Tokyo qui a lieu chaque année, et le marathon international d'amitié Tokyo/New York qui a lieu les années impaires. En 1981, l'année de l'inauguration, les deux marathons ont eu lieu. Cependant, en raison de la difficulté d'organiser les deux marathons il a été décidé de séparer les deux événements.

## Palmarès

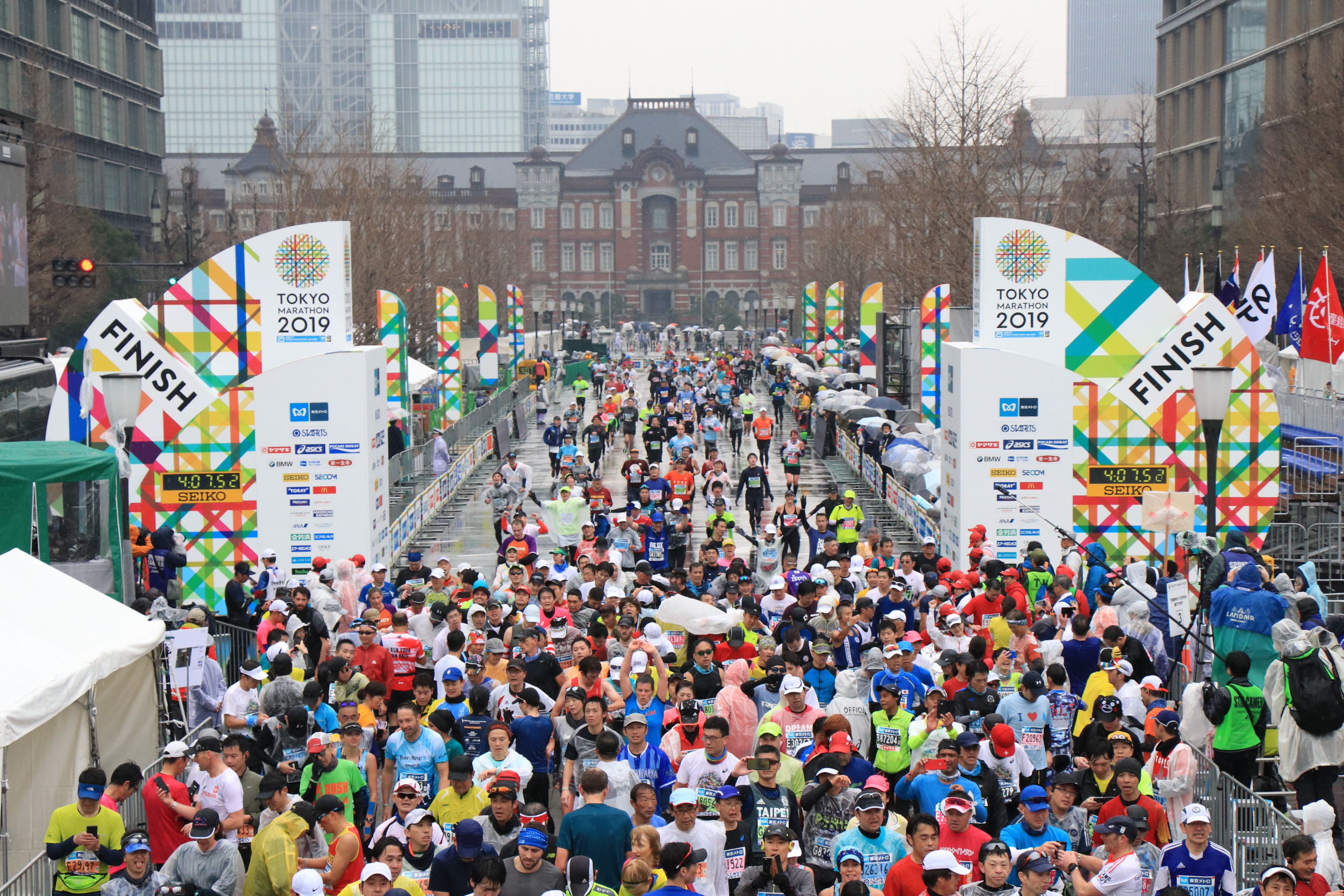
Coureurs amateurs lors de l'édition 2019.

### Hommes
| Date | Athlète           | Nationalité | Temps           |
| ---- | ----------------- | ----------- | --------------- |
| 2007 | Daniel Njenga     | Kenya       | 2 h 09 min 45 s |
| 2008 | Viktor Röthlin    | Suisse      | 2 h 07 min 23 s |
| 2009 | Salim Kipsang     | Kenya       | 2 h 10 min 27 s |
| 2010 | Masakazu Fujiwara | Japon       | 2 h 12 min 19 s |
| 2011 | Hailu Mekonnen    | Éthiopie    | 2 h 07 min 35 s |
| 2012 | Michael Kipyego   | Kenya       | 2 h 07 min 37 s |
| 2013 | Dennis Kimetto    | Kenya       | 2 h 06 min 50 s |
| 2014 | Dickson Chumba    | Kenya       | 2 h 05 min 42 s |
| 2015 | Endeshaw Negesse  | Éthiopie    | 2 h 06 min 00 s |
| 2016 | Feyisa Lilesa     | Éthiopie    | 2 h 06 min 56 s |
| 2017 | Wilson Kipsang    | Kenya       | 2 h 03 min 58 s |
| 2018 | Dickson Chumba    | Kenya       | 2 h 05 min 42 s |
| 2019 | Birhanu Legese    | Éthiopie    | 2 h 04 min 48 s |
| 2020 | Birhanu Legese    | Éthiopie    | 2 h 04 min 15 s |
| 2021 | Eliud Kipchoge    | Kenya       | 2 h 02 min 40 s |
| 2022 | Non disputé       | Non disputé | Non disputé     |
| 2023 | Deso Gelmisa      | Éthiopie    | 2 h 05 min 22 s |
| 2024 | Benson Kipruto    | Kenya       | 2 h 02 min 16 s |
| 2025 | Tadese Takele     | Éthiopie    | 2 h 03 min 23 s |

 Record de l'épreuve

### Femmes
| Date | Athlète                | Nationalité | Temps           |
| ---- | ---------------------- | ----------- | --------------- |
| 2007 | Hitomi Niiya (ja)      | Japon       | 2 h 31 min 02 s |
| 2008 | Claudia Dreher         | Allemagne   | 2 h 35 min 35 s |
| 2009 | Mizuho Nasukawa        | Japon       | 2 h 25 min 38 s |
| 2010 | Alevtina Biktimirova   | Russie      | 2 h 34 min 39 s |
| 2011 | Noriko Higuchi         | Japon       | 2 h 28 min 49 s |
| 2012 | Atsede Habtamu         | Éthiopie    | 2 h 25 min 28 s |
| 2013 | Aberu Kebede           | Éthiopie    | 2 h 25 min 34 s |
| 2014 | Tirfi Tsegaye          | Éthiopie    | 2 h 22 min 23 s |
| 2015 | Berhane Dibaba         | Éthiopie    | 2 h 23 min 15 s |
| 2016 | Helah Kiprop           | Kenya       | 2 h 21 min 27 s |
| 2017 | Sarah Chepchirchir     | Kenya       | 2 h 19 min 47 s |
| 2018 | Berhane Dibaba         | Éthiopie    | 2 h 19 min 51 s |
| 2019 | Ruti Aga               | Éthiopie    | 2 h 20 min 40 s |
| 2020 | Lonah Chemtai Salpeter | Israël      | 2 h 17 min 45 s |
| 2021 | Brigid Kosgei          | Kenya       | 2 h 16 min 02 s |
| 2022 | Non disputé            | Non disputé | Non disputé     |
| 2023 | Rosemary Wanjiru       | Kenya       | 2 h 16 min 28 s |
| 2024 | Sutume Kebede          | Éthiopie    | 2 h 15 min 55 s |
| 2025 | Sutume Kebede          | Éthiopie    | 2 h 16 min 31 s |

 Record de l'épreuve